# سوده شرحی
سوده شرحی متولد ۱۴ اردیبهشت در تهران بازیگر تئاتر، طراح صحنه و لباس و خواننده است. با فیلم «فردا» در سال ۱۳۹۲ به کارگردانی ایمان افشاریان و مهدی پاکدل به صورت جدی وارد سینما شد. سوده شرحی در واقع عروس زهرا سعیدی بازیگر سینما و تلویزیون است. سوده شرحی سالهاست با ایمان افشاریان کارگردان و بازیگر ازدواج کرده و متأهل است.
سوده شرحی در آثاری همچون فیلمهای «شاطره»، «خونه پا»، «خاتم شیراز»، «سین دهم»، «مار و پله» و … به عنوان بازیگر حضور داشته است.
سوده شرحی همچنین سابقه حضور در نمایشهای «فرانکنشتاین»، «جنایت و مکافات» به عنوان بازیگر حضور داشته است.

## کارنامه

### بازیگری، طراح صحنه و لباس
- فرانکشتاین، طراح صحنه و لباس، بازیگر زن ۱۳۹۸
- خروس لاری، بازیگر۱۳۹۷
- فصل شکار، طراح صحنه و لباس، ۱۳۹۶
- کابوس حضرت اشرف بازیگر زن طراح صحنه و لباس به کارگردانی حسین پاکدل ۱۳۹۶
- شعله دوم، طراح صحنه و لباس، کارگردانی ایمان افشاریان، ۱۳۹۶
- ساحل جادو، بازیگر، تهیه‌کننده رضا محمدی، ۱۳۹۵
- خونه پا، طراح صحنه و لباس، بازیگر زن، به کارگردانی ایمان افشاریان، ۱۳۹۳
- خاتم شیراز، بازیگر زن، طراح صحنه و لباس به کارگردانی ایمان افشاریان، ۱۳۹۳
- جنایت و مکافات، بازیگر زن، طراح صحنه و لباس، کارگردانی ایمان افشاریان، ۱۳۹۳
- فردا، بازیگر زن به کارگردانی مهدی پاکدل و ایمان افشاریان ۱۳۹۲
- سین نهم، بازیگر زن، طراح صحنه و لباس، کارگردان: اشرف طباطبایی، ۱۳۹۱
- سین دهم، بازیگر، به کارگردانی اشرف طباطبایی، ۱۳۹۱
- روز از نو روزی از نو بازیگر زن به کارگردانی جواد مرادی، ۱۳۹۰
- قشلاق آخر بازیگر زن به کارگردانی ایمان افشاریان ۱۳۹۰
- خانومچه و مهتابی بازیگر به کارگردانی مسعود دلخواه ۱۳۸۸
- یرما، بازیگر به کارگردانی رضا گوران ۱۳۸۷
- ژولیوس سزار، طراح صحنه و لباس، به کارگردانی مسعود دلخواه، ۱۳۸۶
- بازارچه-ای عمو، فیلمنامه‌نویس، کارگردان ۱۳۸۵
- نم نم بارون، تدوینگر، کارگردانی ایمان افشاریان، ۱۳۸۵
- گربه‌های روی بام، بازیگر زن، کارگردانی ایمان افشاریان، ۱۳۸۴
- برکه مروارید، بازیگر زن، به کارگردانی لاله صبوری، ۱۳۸۴
- چند چرکنویس-ای چوروکیده از چخوف بازیگر زن به کارگردانی سمیه تاجیک ۱۳۸۳
- بازیگر زن به کارگردانی مسعود دلخواه ۱۳۸۳
- داستان جنگل، بازیگر، کارگردان حمید پورآذری ۱۳۸۲
- خر از دست رفته به کارگردانی فرهاد اصلانی ۱۳۸۱